# Амос Берн
Амос Берн (англ. Amos Burn; 31 грудня 1848, Кінгстон-апон-Галл  — 25 листопада 1925, Лондон)  — англійський шахіст і шаховий журналіст; редактор шахового відділу англійського журналу «Філд» (1913 — 1925); підприємець. 

## Біографія
У шахи почав грати в 16 років, на початку 1870-х років увійшов до числа найсильніших англійських 
шахістів. Після багаторічної перерви відновив участь у змаганнях лише 1886 року: поділив 1 — 2-е місця з Дж. Блекберном на турнірі в Лондоні, переміг на турнірі в Ноттінгемі, зіграв унічию матчі з Г. Бердом  — 9: 9 і Дж. Макензі  — 5: 5 (+4-4 =2). 
Найкращі результати в міжнародних турнірах: Лондон (1887)  — 1 — 2-е місця (з І. Ґунсберґом; додатковий матч закінчився внічию); Бредфорд (1888)  — 5-е; Бреслау (1889)  — 2-е; Амстердам (1889)  — 1-е; Берлін (1897)  — 5-е; Відень (1898)  — 6 — 7-е; Кельн (1898)  — 1-е (найвище спортивне досягнення); Париж (1900)  — 5-е; Мюнхен (1900)  — 4-е; Остенде (1906)  — 4 — 5-е місця. Довів цими успіхами, що є найсильнішим після Дж. Блекберна шахістом Англії. 
Двічі відвідав Росію: в 1909 як учасник міжнародного шахового конгресу пам'яті М. Чигоріна, 1914 як кореспондент, який прибув висвітлювати Петербурзький турнір гросмейстерів. Відомий як автор оригінальної системи розвитку у французькому захисті. Послідовник В. Стейніца, Берн був визнаним майстром захисту, накопичення дрібних позиційних переваг, гри в ендшпілі. 